# Baccharis nervosa
Baccharis nervosa là một loài thực vật có hoa trong họ Cúc. Loài này được (Siebold) DC. mô tả khoa học đầu tiên năm 1836.